# Dorothée-Marie de Saxe-Gotha-Altenbourg (1674-1713)
Pour les articles homonymes, voir Dorothée-Marie de Saxe-Gotha-Altenbourg.
Dorothée-Marie de Saxe-Gotha-Altenbourg (22 janvier 1674 – 18 avril 1713) est la fille de Frédéric Ier de Saxe-Gotha-Altenbourg et de sa première épouse, Madeleine-Sibylle de Saxe-Weissenfels. 

## Descendance
Elle épouse Ernest-Louis Ier de Saxe-Meiningen le 19 septembre 1704. Ils ont les enfants suivants :
1. Joseph Bernard (Meiningen, 27 mai 1706 - Rome, 22 mars 1724)
2. Frédéric Auguste (Meiningen, 4 novembre 1707 - Meiningen 25 décembre 1707)
3. Ernest-Louis II de Saxe-Meiningen (Cobourg, 8 août 1709 - Meiningen, 24 février 1729)
4. Louise-Dorothée de Saxe-Meiningen (Meiningen, 7 décembre 1710 - Gotha, 22 octobre 1771) mariée le 17 septembre 1729 à Frédéric III de Saxe-Gotha-Altenbourg
5. Charles-Frédéric de Saxe-Meiningen (Meiningen, 18 juillet 1712 - Meiningen, 28 mars 1743).